# Capriccio (ópera)
Capriccio es una ópera compuesta por Richard Strauss, con libreto en alemán escrito entre el propio compositor y el director Clemens Krauss, subtitulada Una pieza de conversación para música. Se estrenó en el teatro Nacional de Múnich el 28 de octubre de 1942. Es la última de las óperas escritas por Strauss (Op. 85), estrenada siete años antes de su fallecimiento.
Sin embargo, la génesis del libreto procede de Stefan Zweig en los años treinta y Joseph Gregor desarrolló aún más la idea varios años después.  Strauss luego cogió el libreto, pero finalmente reclutó a Krauss como su colaborador en la ópera.  La mayor parte del libreto final es de Krauss.
Esta ópera se representa poco; en las estadísticas de Operabase Archivado el 14 de mayo de 2017 en Wayback Machine. aparece la n.º 167 de las óperas representadas en 2005-2010, siendo la 26.ª en Alemania y la séptima de R. Strauss, con 18 representaciones en el período.

## Personajes
|                                 |                                  | Estreno, 28 de octubre de 1942 (Krauss) |
| ------------------------------- | -------------------------------- | --------------------------------------- |
| La Condesa                      | soprano                          | Viorica Ursuleac                        |
| Clairon, una actriz             | contralto                        | Hildegard Ranczak                       |
| Flamand, un músico              | tenor                            | Horst Taubmann                          |
| Olivier, un poeta               | barítono                         | Hans Hotter                             |
| El Conde, hermano de la condesa | barítono                         | Walter Höfermeyer                       |
| La Roche, director de un teatro | bajo                             | Georg Hann                              |
| Monsieur Taupe                  | tenor                            | Karl Seydel                             |
| Cantantes italianos             | soprano, tenor                   | Irma Beilke, Franz Klarwein             |
| El Mayordomo                    | bajo                             | Georg Wieter                            |
| Ocho sirvientes                 | cuatro tenores, cuatro bajos     |                                         |
| Tres músicos                    | violín, violonchelo, clavicordio |                                         |

## Argumento
R. Strauss subtituló esta ópera "Una pieza conversacional para música". Su argumento se resumen en la pregunta: ¿Qué es más importante, las palabras o la música?". La cuestión se dramatiza en la historia de una condesa dividida entre dos pretendientes: Olivier, un poeta, y Flamand, un compositor. 
Lugar:  Un castillo en las afueras de París
Tiempo: 1775
En el castillo de la condesa Madeleine, se ensaya el sexteto recientemente compuesto por Flamand. Olivier y Flamand debaten el poder relativo de la música y de las palabras. El director de teatro La Roche despierta de su siesta, y les recuerda a los dos que los empresarios son necesarios para hacer que su obra viva. Olivier ha escrito una nueva obra para el cumpleaños de la Condesa al día siguiente, y prosiguen con el ensayo.  
La Condesa y su hermano, el Conde, discuten sobre sus respectivos pretendientes. Él bromea con su hermana, diciendo que su amor por la música es similar a la atención que Flamand le presta. A su vez, ella le dice a su hermano que su amor por las palabras se debe a su atracción por la actriz Clairon. El Conde se inclina por las relaciones breves, pero la Condesa desea un amor duradero. Ella no puede decidirse entre Flamand y Olivier. Clairon llega y junto con el Conde lee una escena de la obra de Olivier, la cual culmina en un soneto de amor. Ambos se marchan para ensayar en el teatro. 
Olivier le dice a la Condesa que el soneto está dirigido a ella. Por su parte, Flamand pone el soneto en metro músico y lo canta. Ello abruma a Olivier el cual tiene que sufrir que le pidan hacer cortes a su obra. Flamand declara su amor a la Condesa. Ella le pide que se encuentren an día siguiente, a las 11 de la mañana en la biblioteca. Será entonces que ella habrá tomado una decisión. La escena es interrumpida cuando los sirvientes ofecen refrescos mientras bailarines y cantantes entretienen a los invitados.  La Roche describe su planeado entretenimiento concebido para el cumpleaños de la Condesa. Tal, explica, consta de dos partes, siendo la primera una representación titulada el "Nacimiento de Palas Atenea" y la segunda "La caída de Cartago". Los invitados se burlan de él, pero La Roche defiende su fe en el teatro exhortando a Flamand y Olivier a crear nuevas obras maestras. La Condesa propone la escritura de una nueva ópera cuya trama presente los acontecimientos de esa tarde.
El Conde y Clairon se marchan a París con la compañía teatral. En la escena final, a la luz de la luna, la Condesa cita a Olivier como también a Flamand en la biblioteca para decirles como terminará la ópera. Ella está indecisa, reflexiona sobre la inseparabilidad de la palabra y la música, y, finalmente, consulta su imagen en el espejo buscando encontrar una respuesta para tomar una decisión. Sus devaneos son interrumpidos por el mayordomo que anuncia que la cena está servida. Con ello termina la ópera.

## Grabaciones
| Año     | Elenco: Condesa, Conde, Flamand, Olivier, La Roche, Clairon                                                    | Director, Teatro de ópera y orquesta                                                                                                   | Sello discográfico                                                   |
| ------- | --- | --- | -------------------------------------------------------------------- |
| 1953    | Viorica Ursuleac, Karl Schmitt-Walter, Rudolf Schock, Hans Braun, Hans Hotter, Hertha Töpper,                  | Clemens Krauss, Sinfonieorchester des Bayerischen Rundfunks                                                                            | Audio CD: Walhall Eternity Series                                    |
| 1957-58 | Elisabeth Schwarzkopf, Eberhard Wächter, Nicolas Gedda, Dietrich Fischer-Dieskau, Hans Hotter, Christa Ludwig, | Wolfgang Sawallisch, Orquesta Philharmonia                                                                                             | Audio CD: EMI Great Recordings of the Century                        |
| 1960    | Elisabeth Schwarzkopf, Hermann Uhde, Anton Dermota, Walter Berry, Paul Schöffler, Christel Goltz               | Karl Böhm, Ópera Estatal de Viena (Grabación de una interpretación en la Ópera estatal de Viena, 15 de mayo)                           | Audio CD: Omega Opera Archive Cat: 1566 (& 1113 & 3398)              |
| 1964    | Lisa Della Casa, Robert Kerns, Waldemar Kmentt, Walter Berry, Otto Wiener, Christa Ludwig                      | Georges Prêtre, Ópera Estatal de Viena (Grabación de una interpretación en la Ópera estatal de Viena, marzo)                           | Audio CD: Omega Opera Archive Cat: 1540 (& 1308) Orfeo Cat: C 734082 |
| 1971    | Gundula Janowitz, Dietrich Fischer-Dieskau, Peter Schreier, Hermann Prey, Karl Ridderbusch, Tatiana Troyanos   | Karl Böhm, Sinfonieorchester des Bayerischen Rundfunks                                                                                 | Audio CD: DG Cat: 445 347-2 y 445 491-2                              |
| 1983    | Gundula Janowitz, Hans Helm, Peter Schreier, Gottfried Hornik, Theo Adam, Christa Ludwig                       | Heinrich Hollreiser, Orquesta de la Ópera Estatal de Viena (Grabaciones de una interpretación en la Ópera Estatal de Viena, 2 de mayo) | Compact Casete: Cat: Lyric Distribution ALD 2076                     |
| 1993    | Kiri Te Kanawa, Håkan Hagegård, David Kuebler, Simon Keenlyside, Victor Braun, Tatiana Troyanos                | Donald Runnicles, Ópera de San Francisco (Grabación de representaciones en el Teatro War Memorial los días 20, 25 y 28 de junio)       | DVD: Kultur Video Cat: D2900                                         |
| 1994    | Kiri Te Kanawa, Håkan Hagegård, Uwe Heilmann, Olaf Bär, Victor von Halem, Brigitte Fassbaender                 | Ulf Schirmer, Orquesta Filarmónica de Viena                                                                                            | Audio CD: Cat: Decca (Londres) Cat: 444 405-2                        |
| 2004    | Renée Fleming, Dietrich Henschel, Rainer Trost, Gerald Finley, Franz Hawlata, Anne Sofie von Otter             | Ulf Schirmer, L'Opéra National de Paris (Grabación de una representación en el Palais Garnier, Julio)                                  | DVD: Cat: TDK DVWW Cat: OPCAPR                                       |